# Internationaler Frauen-Kongress 1904

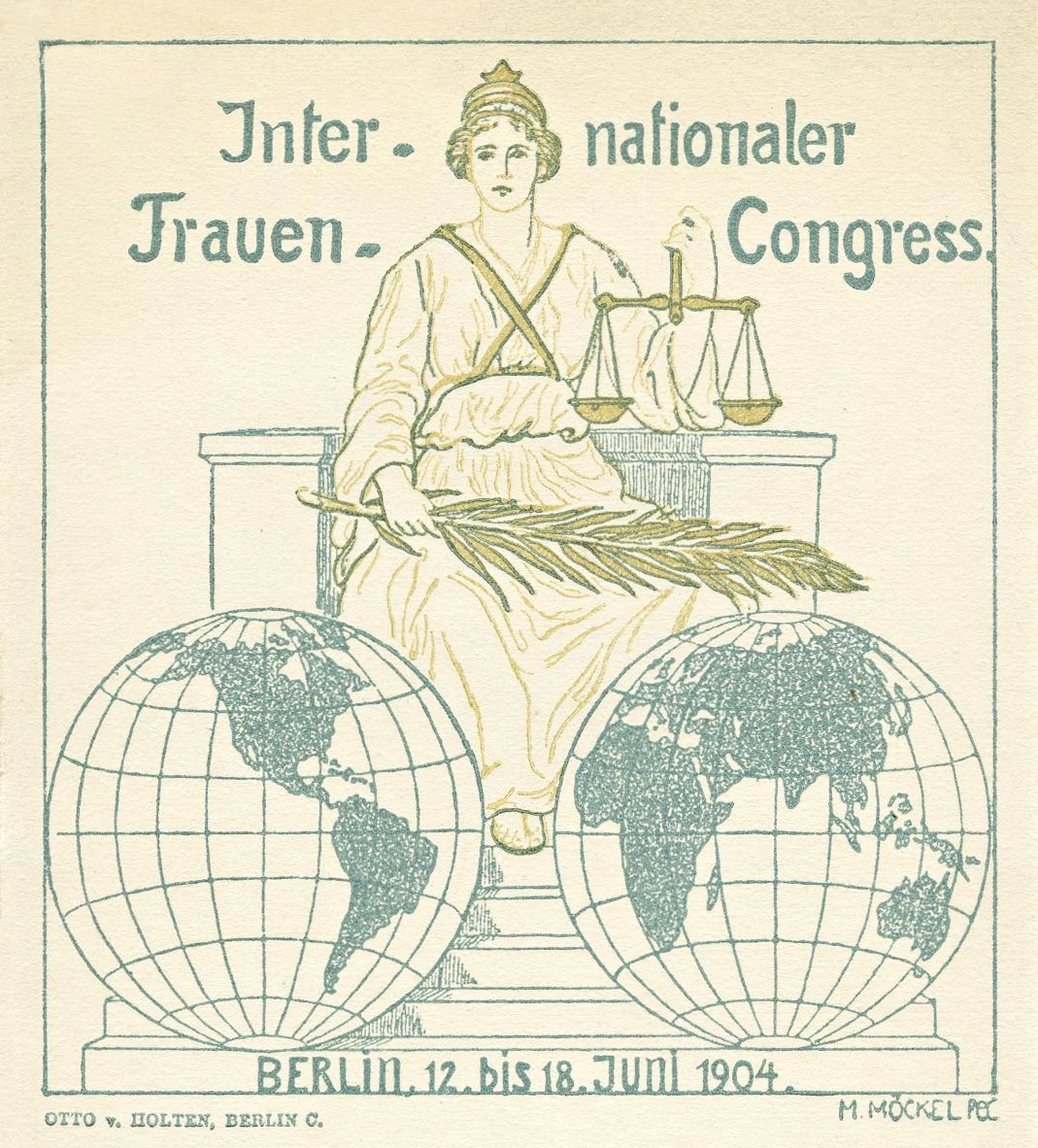
Postkarte 1904

Der Internationale Frauen-Kongress 1904 fand vom 12. bis 18. Juni in Berlin statt. Er wurde vom International Council of Women mit über 2000 Teilnehmerinnen veranstaltet. Er ist zu unterscheiden von der Gründungskonferenz der radikaleren International Woman Suffrage Alliance am 3. Juni 1904 in Berlin.

## Hintergründe

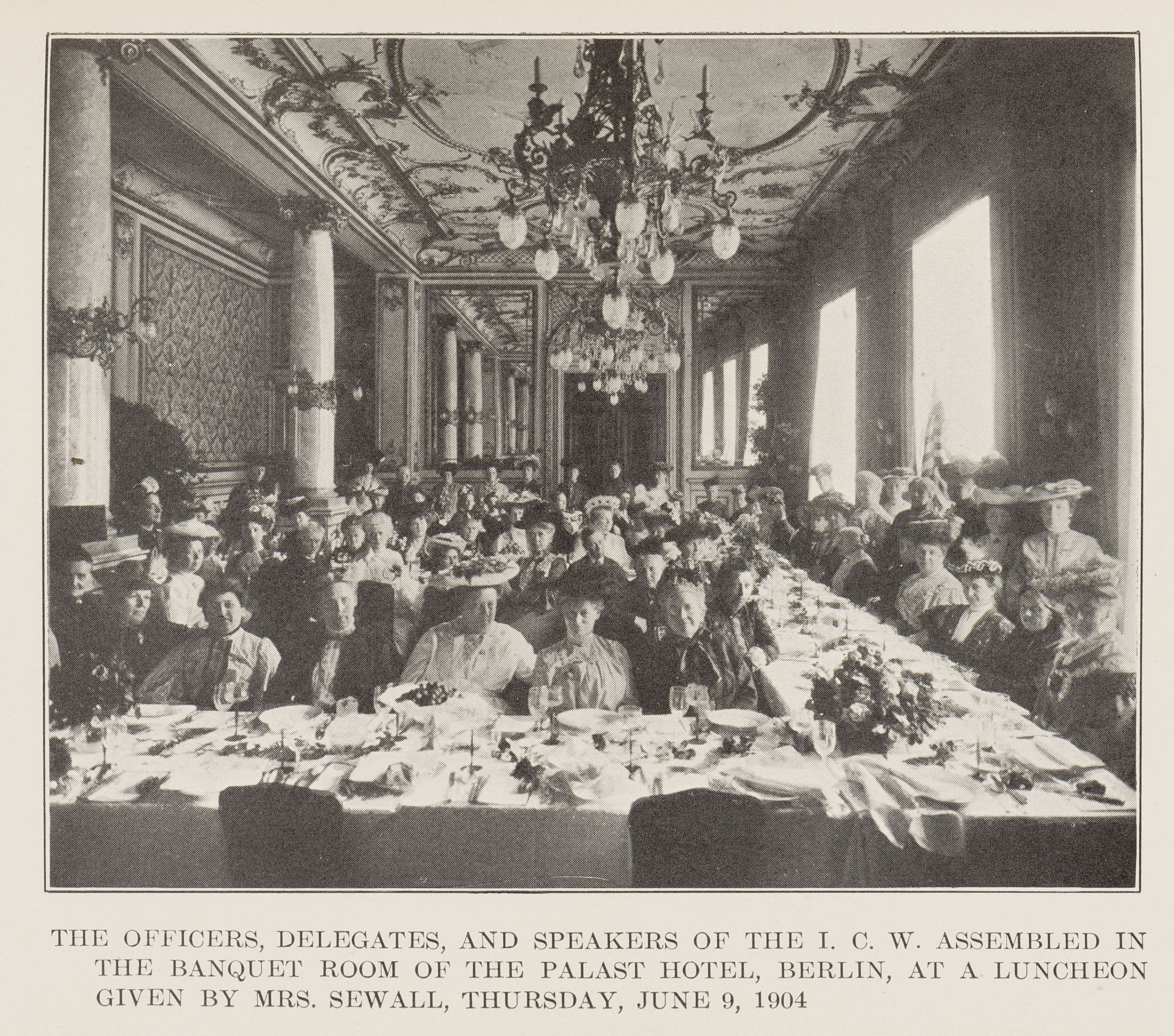
Festbankett am 9. Juni 1904 im Palasthotel am Potsdamer Platz

Der International Council of Women als internationale Dachorganisation der gemäßigten bürgerlichen Frauenvereine hatte 1893 in Chicago und 1899 in London seine ersten Kongresse organisiert. Der Bund deutscher Frauenvereine konnte die nächste Zusammenkunft 1904 in Berlin ausrichten. Vom 6. bis zum 11. Juni fand zunächst die dritte Generalversammlung des ICW statt. An den Abenden gab es öffentliche Sitzungen und einige Festbankette.
Danach erschienen über 2000 Teilnehmerinnen aus etwa 25 Ländern aus Europa, den USA, Australien und Neuseeland zum Internationalen Frauenkongress in der Philharmonie. Es gab Referate und Diskussionen zu zwanzig Themenbereichen zur Bildung, der beruflichen Tätigkeit, dem sozialen Engagement und der rechtlichen Stellung der Frauen. Zu den Rednerinnen gehörten die österreichische Pazifistin Bertha von Suttner als Ehrengast und Mary Church Terrell als einzige farbige Referentin. Es fehlten einige radikaleren Frauenrechtlerinnen wie Anita Augspurg, Minna Cauer, und Clara Zetkin.
Weitere Höhepunkte waren ein Empfang einer Delegation bei der Kaiserin Auguste Viktoria und bei Maria von Bülow, der Ehefrau des Reichskanzlers, sowie ein Besuch beim Lette-Verein.
Über den Kongress berichteten viele deutsche und internationale Zeitungen ausführlich, was der Frauenbewegung eine große öffentliche Resonanz verschaffte.
„Die Damen, die aus aller – Verzeihung für das harte Wort! – Herren Länder in Berlin zusammengeströmt waren, um volle 14 Tage lang die gesamte zivilisierte Welt in Atem zu erhalten  (...)“ Die Reichspost in Berlin hatte einen Sonderstempel Internat. Frauen-Kongress.

## Teilnehmerinnen (Auswahl)

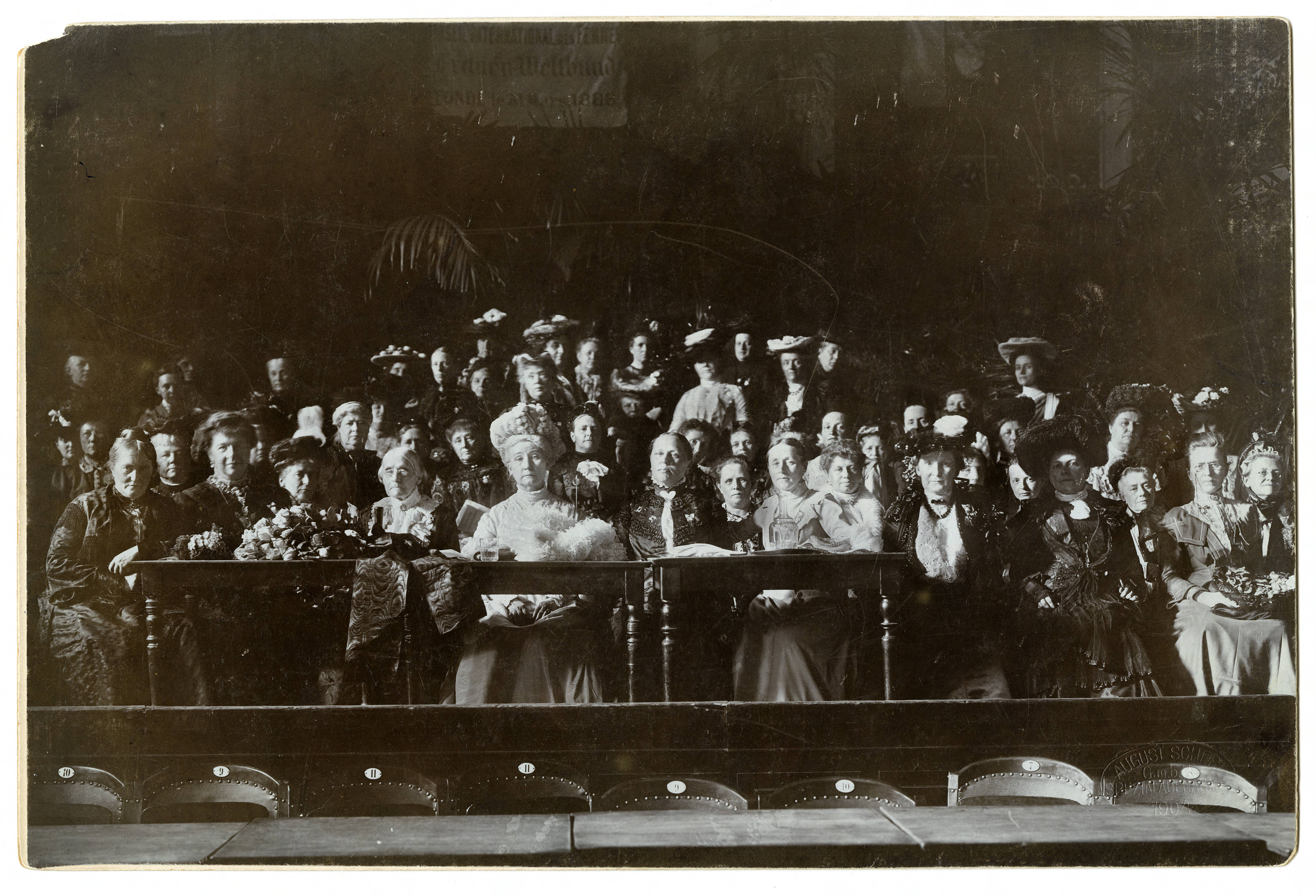
Podium des Internationalen Frauenkongresses

Zu den wichtigsten Teilnehmerinnen gehörten May Wright Sewall als Vorsitzende des Weltfrauenbundes und Susan B. Anthony als deren Stellvertreterin, sowie die 84-jährige Ishbell Aberdeen als führende US-amerikanische Frauenrechtlerin.
Die Organisation verantwortete Marie Stritt, als Vorsitzende des Bundes deutscher Frauenvereine mit weiteren deutschen Vereinsmitgliedern, die vier Sektionen leiteten Helene Lange, Alice Salomon, Anna Edinger und Olga Freiin von Beschwitz.
Weitere bekanntere Teilnehmerinnen waren:
Jessie Ackermann, Lydia Alder, Corinne Allen, Elisabeth Altmann, Argentina Altobelli Bonetti, Sadie American, Cecilia Bååth-Holmberg, Maud Banfield, Constance Battersea, Gräfin Batthyani-Andrassy (Ilona Andrássy), Gertrud Bäumer, Margarete Bennewitz, Adelheid von Bennigsen, Alice Bensheimer, Marie von Besobrasoff (Maria Besobrasowa), Hanna Bieber-Böhm, Ottilie von Bistram, Lucretia Blankenburg, Agnes Bluhm, Anna Blum, Elisabeth Boddaert, Isabelle Bogelot, K. Bohmann, Margarete Bondfield, Emma Boos-Jegher, Alfred Booth, G. A. A. Bouricius, Marie von Bredow, Steck Brodbeck, Friederike Bröll, Elvira Castner, Maria Cederschiöld, Pauline Chaponnière-Chaix, Mary Clifford, Willoughby Cummings, Anna Danielsson, Oddo Deflou, Carry Derick, Regina Deutsch, Mary Dignam, Emily Dobson, Elisabeth van Dorp, A. E. van Dorp-Verdam, Anna Edinger, Julie Eichholz, Charlotte Eilersgaard, Clara Elben, Else Federn, Florence Fenwick-Miller, Helene von Forster, E. L. Franklin, Ika Freudenberg, Maikki Friberg, Margarete Friedenthal, Thekla Friedländer, Malvi Fuchs, S. B. Gahey, Millicent Garrett Fawcett, Adele Gerhard, Henriette Goldschmidt, Annie Goodrich, Ogilvie Gordon, Ethel Fenwick Gordon, Lady Gormanston-Balbriggen, Elisabeth Gottheiner, Sophia Goudstrikker, Elisabeth Grannis, Alexandra Gripenberg, Karoline Gronemann, Marianne Hainisch, Ilmi Hallstén, Ottilie von Hansemann, Eline Hansen, Marie Hecht, Charlotte Heim, Margarete Henschke, Agnes Herrmann, Olga Hertz, Henriette Herzfelder, Hedwig Heyl, Lida Gustava Heymann, Anna Hierta-Retzius, Ottilie Hoffmann, A. van Hogendorp, Anna Hooslet, Constance Hoster, Anna Howard Shaw, Anna Hude, Belle Huntington-Mix, Ida Husted Harper, Eliza Ichenhaeuser, Aletta Jakobs, Emily Janes, Adelaide Johnson, Agnes Karll, Elisabeth Kaselowsky, Frl. von Keudell, Lydia Kingsmill Commander, Margarete Kirschner, Martina Kramers, Gina Krog, Elsbeth Kruckenberg, Marie Lang, Helene Lange, Maria Lischnewska, Louise Locher, Marie Löper-Houselle, Else Lüders, Anna Marte Ristow, Marie Martin, Florestine Mauriceau, Mary McArthur, Marie Mellien, Francis Melville, Ella Mensch, Marie Michelet, Natalie von Milde, Sarah Monod, Dora Montefiore, Fredrikke Mörek, Lina Morgenstern, Paula Müller, Mrs. Napler, Frederick Nathan, Luise Norlund, Charlotte Norrie, Astrad Paludan-Müller, Bertha Pappenheim, Anna Pappritz, Marie Parent, Maria Pascoletti, Mrs. Patterson, Charlotte Perkins Gilmann, Anna de Philosofoff (Filosofowa), Anna Plothow, Margarete Pochhammer, Margarete Poehlmann, Marie Popelin, Sera Proelß, Marie Raschke, Spaletti Rasponi, Marie Ristow, Auguste Rosenberg, Therese Rösing, Eva von Roy, Ina Rozberg, Constanze von Rudnay, J. Rutgers-Hoitsema, Avril de Sainte-Croix, Vibecke Salicath, Alpheu Salvador, Ellen Sandelin, W. E. Sanford, Anna de Schabanoff (Schabanowa), Katharina Scheven, Käthe Schirmacher, Fanny Schmidt, Dagmar Schmiegelow, Elisabeth Schneider, Ragna Schon, Adele Schreiber, Eugenie Schwarzwald, Rosika Bedy Schwimmer, E. Serment, Mrs. Sheppard, Miss Sheriff, Helene Simon, Anna Simson, Alice Smith Merrill Horne, Hertha von Sprung, Adelheid Steinmann, Helene Stöcker, Ylda Sulyok, Frl. Telschow, Mary Church Terrell, Louisa A. Thomson , Franziska Tiburtius, Alli Trygg-Hellenius, Berta Turin, Camille Vidart, V. Vincent, Lydia Wahlström, Kate Wallec Barret, Lady Warwick (Daisy Melville), Mrs. Watson-Lister, Marianne Weber, Hildegard Wegscheider-Ziegler, Emmeline Wells, E. Wentzel-Heckmann, Mrs. Williamson, Teresa Wilson, Käthe Windscheid, Louise Winteler, Mary Wood Swift, W. Wynaenatsfrancken-Dyserinck, Luise Zurlinden.

## Gedicht
Die Dichterin Luise Elias aus Schwerte veröffentlichte "Zeitgemäße Reime zum Frauen-Kongreß"
 (...)

Drum sah man unlängst in Berlin

Und zwar aus allen Ländern

Viel Frauen zum Kongresse ziehn,

wohl in ‚Reform‘-Gewändern,

Denn nach ‚Reform‘ lechzt allerwärts

Das sehnsuchtsvolle Frauenherz,

seit sich der Wunsch bemächtigt

Des Wörtchens ‚gleichberechtigt‘! 

(...) 

Manch Ehemann sitzt still beiseit

Und singt von schönen Stunden:

O alte Burschenherrlichkeit,

Wohin bist Du entschwunden!

Die Frau indes zur selben Zeit

Beginnt: O Frauenherrlichkeit,

wie bist du im Entstehen,

Die Welt wird Wunder sehen!

(...) 

Es geht im neuen Säkulum

Das Mädchen aufs Gymnasium,

Es darf auch schon studieren

Und hier und da amtieren! (...) 